# 三上景文
三上 景文（みかみ かげふみ、寛政元年8月28日（1789年10月16日） - 没年不明）は、江戸時代後期の地下人。三上氏の本姓は秦宿禰。北面武士に所属した。確認されている最後の官位は従四位下大和守。
京都の地下諸家の歴代当主の名前、父母の名、生没年月日、叙位任官の履歴等を網羅した『地下家伝』の編者である。

## 生涯
『地下家伝』によれば、三上は寛政元年8月28日、有栖川宮の諸大夫・粟津義清の次男として誕生した。享和2年5月26日（1802年6月25日）、北面武士の三上家を養子縁組の上で相続した。
中年を過ぎた頃、それまで誰も手をつけることのなかった地下諸家の系譜を編纂した。資料を収集して天保13年9月（1842年10月）に執筆を開始し、1年半後の天保15年5月1日（1844年6月16日）に『地下家伝』として完成させた。
また、京都の著名人の人名録である『平安人物誌』には、三上は衣棚下長者町（現・京都市上京区）に住み、衣紋道に通じた人物として記載されているが、『地下家伝』を著してからの消息は詳らかでなく、その没年月日なども不明である。ただし、昭和時代に正宗敦夫が出版した『地下家伝』改訂版によれば嘉永2年（1849年）の景文の記録があるので、少なくとも死去したのはそれより後とも推定される。